# Veronica stenophylla
Veronica stenophylla är en grobladsväxtart som beskrevs av Ernst Gottlieb von Steudel. Veronica stenophylla ingår i släktet veronikor, och familjen grobladsväxter.

## Underarter
Arten delas in i följande underarter:
- V. s. hesperia
- V. s. oliveri

## Bildgalleri

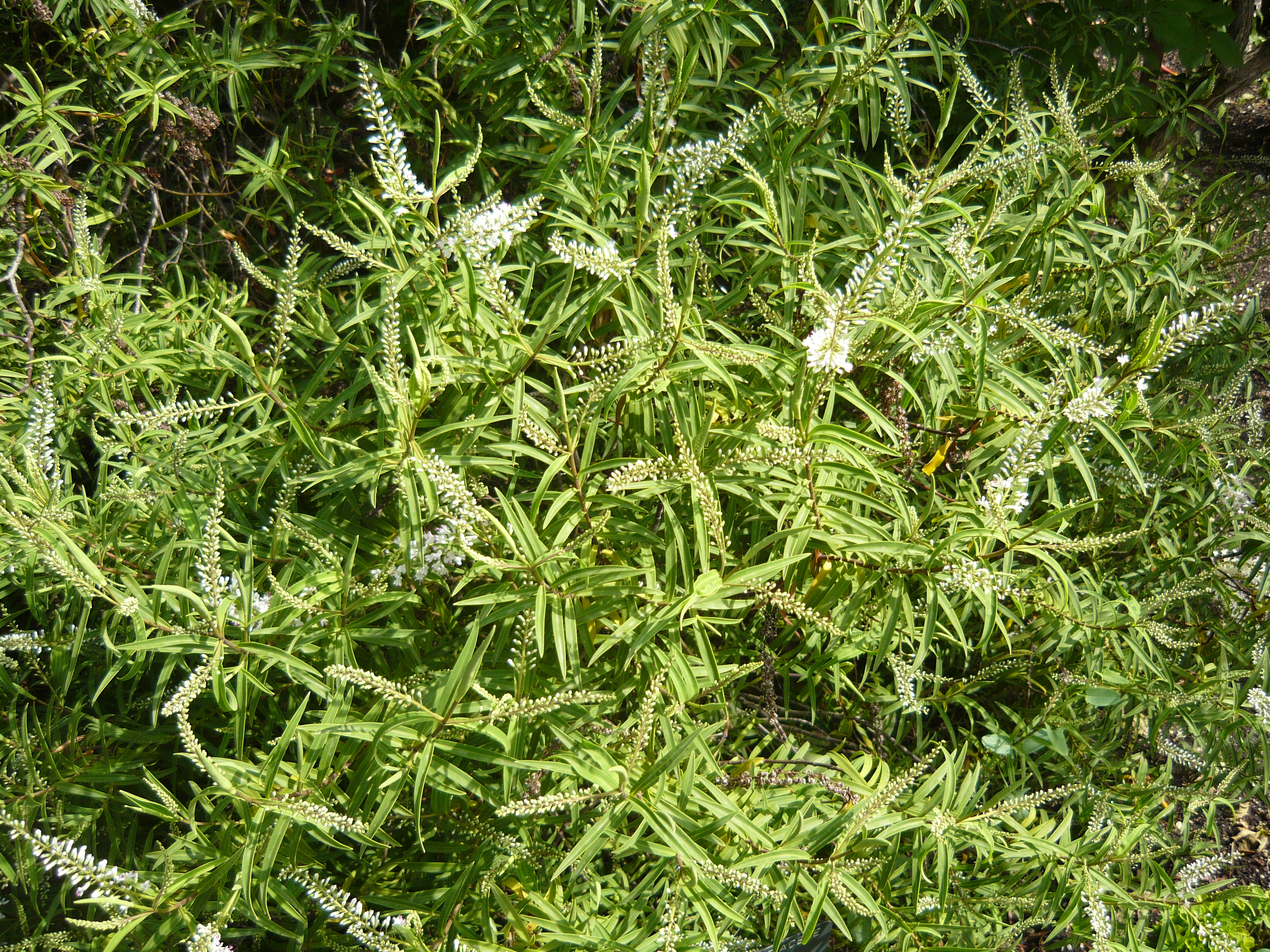
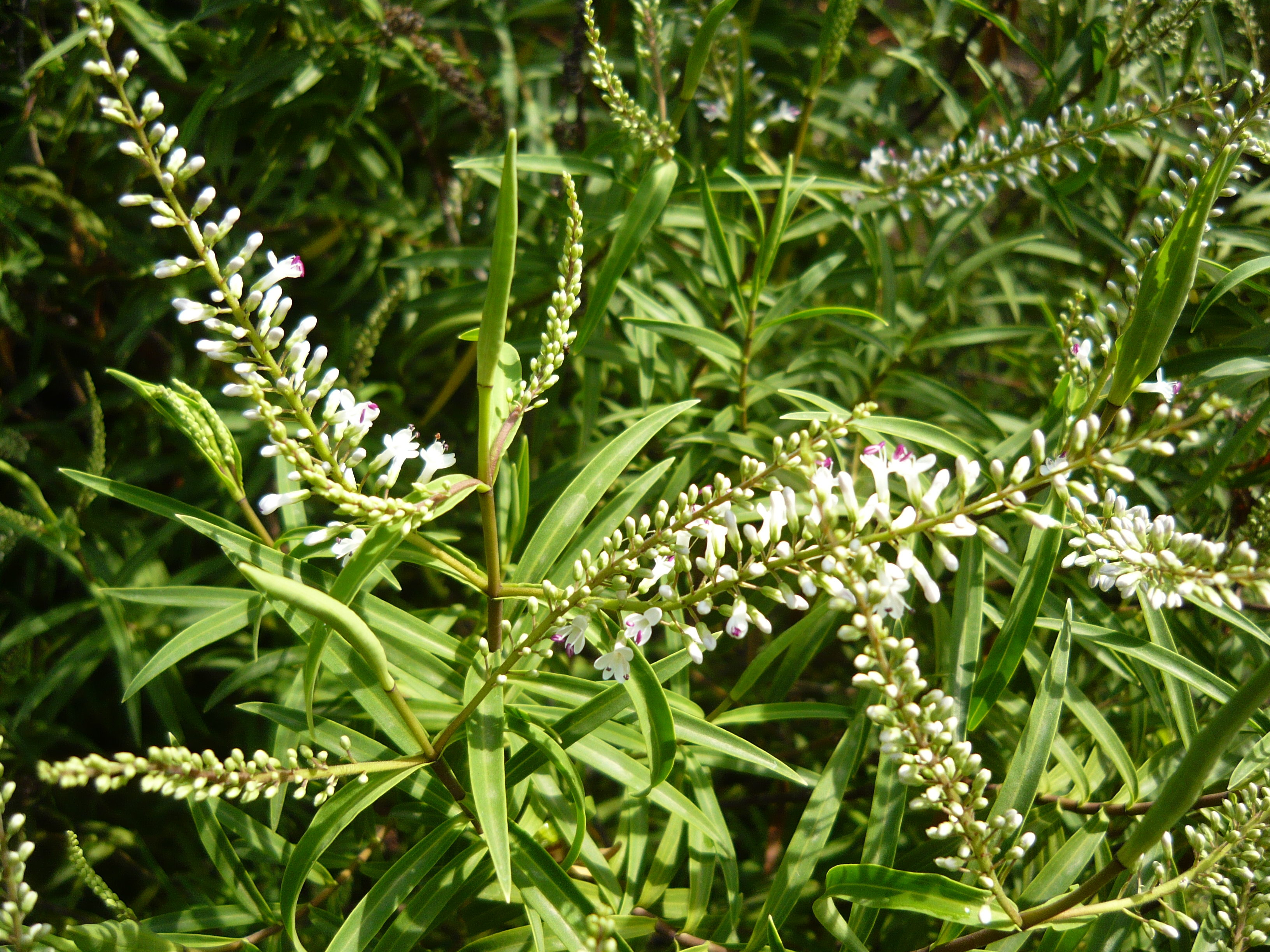